# Tarsdorf
Tarsdorf – miejscowość i gmina w Austrii, w kraju związkowym Górna Austria, w powiecie Braunau am Inn. Liczy 2 017 mieszkańców.